# Bătălia de la Levounion
Bătălia de la Levounion (în greacă Μάχη του Λεβουνίου) a fost o luptă dusă între Imperiul Bizantin și Pecenegi care a avut loc pe 29 aprilie 1091. Înfrângerea armatei pecenegilor în Bătălia de la Levounion a însemnat eliminarea pericolul peceneg pentru Bizanț.

## Situația premergătoare
În anul 1090, pecenegii au invadat posesiunile din Balcani a Bizanțului. Împaratul Alexios I Comnen însǎ, a constatat ca are forțe prea puține fațǎ de pecenegi care puteau trimite 6.000 de oameni numai după hranǎ, în împrejurimi.

## Bătălia
Bizantinii atacau scurt, în momente propice, după care se retrǎgeau. Și pe când împaratul se ruga la Dumnezeu fiind din ce în ce mai îngrijorat, în ajutorul bizantinilor au venit 40.000 cumani de la nordul Dunarii, 5.000 de munteni (identificați de istorici ca valahi din Balcani) si 500 de celți ai contelui de Flandra, aflați în Nicomedia.
La apusul soarelui, armata bizantinǎ a început rugǎciunea, care a durat până târziu după miezul nopții, punând în lǎncile lor torțe, de luminau tot cerul și spune Comnena "Rugile fǎcute de armatǎ au ajuns, fara îndoialǎ, la cer, sau, mai bine spus, la Domnul Atotputernic".
A doua zi, pe dealul Lebunion, pecenegii au dat ultima lor luptǎ. În zori "când cele doua armate au ajuns fațǎ în fațǎ, s-a putut vedea un macel cum nu a mai pomenit nimeni vreodata". Se lupta aproape fǎrǎ încetare, de vreme ce sǎtenii din satele din jur îsi încarcau mǎgǎrușii cu burdufuri cu apă si duceau soldaților bizantini.
Pecenegii aveau cu ei, ca de obicei, tot avutul, femeile și copii. Cu toții au fost uciși. Bătălia a încetat seara. "Când soarele s-a apropiat de asfintit si toti sciții (pecenegii.n.n.) au cazut prada sabiei – o repet – împreuna cu copii si mamele lor, în timp ce o mulțime dintre ei au fost luați prizonieri, împaratul a poruncit sa se sune încetarea luptei". Doar ca nici acea multime de prizonieri nu a supravietuit. În timpul noptii, soldatii bizantini i-au omorât pe toți, temându-se de numarul lor ( aproape fiecare soldat avea în grija treizeci de prizonieri). Împaratul s-a mâniat când a auzit aceasta, pentru ca "erau si ei oameni".
Pecenegii care au mai scǎpat cu viațǎ au fost colonizați în zona Moglena.

## Dupa bătălie
Pecenegii pierd supremația in spațiul românilor și sunt înlocuiți treptat de cumani. Pecenegii au controlat teritorii în Transilvania, Moldova și Muntenia pentru aproape 200 de ani. Românii au fost antrenați de pecenegi în aproape toate bătăliile din jurul acestor teritorii. Cele mai multe lupte s-au dat cu slavii kieveni și au avut ca efect secundar alungarea slavilor din teritoriile românilor.